# Synoecetes tunetanus
Synoecetes tunetanus är en stekelart som först beskrevs av Otto Schmiedeknecht 1900.  Synoecetes tunetanus ingår i släktet Synoecetes och familjen brokparasitsteklar. Inga underarter finns listade i Catalogue of Life.